# Stephan Ehrmann

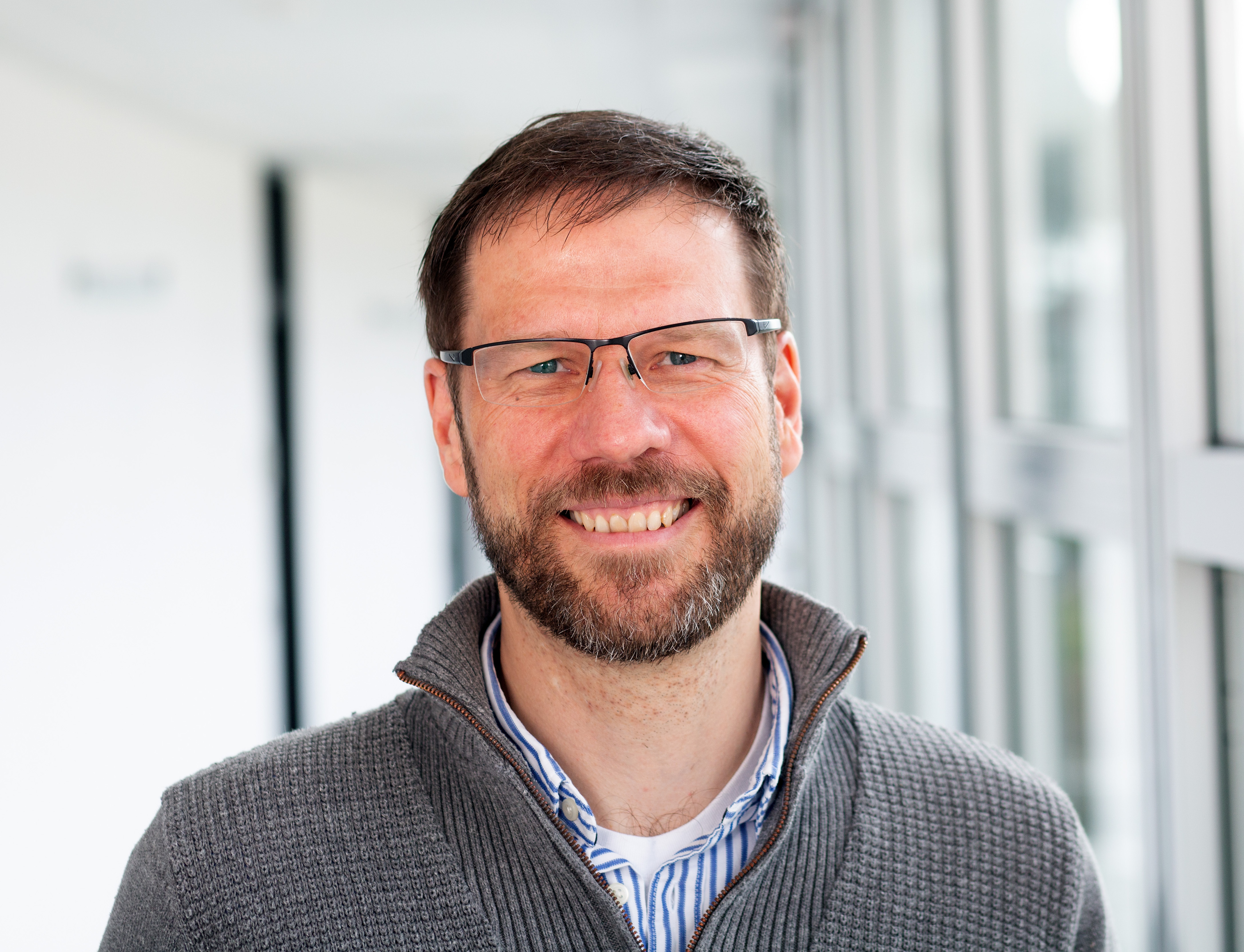

Stephan Ehrmann (* 31. März 1969) ist ein deutscher Journalist. Als Chefredakteur gründete er im Oktober 2010 beim Heise Verlag die Computerzeitschrift Mac & i.

## Leben
Ehrmann war 23 Jahre Mitglied der Redaktion von c’t, zunächst als Volontär (1990–1992), dann als Redakteur (1992–1998), Leitender Redakteur (1998–2003, Ressortleiter Praxis und Anwendungen) und als Stellvertretender Chefredakteur (2003–2013) beim Heise Verlag bzw. bei Heise Medien. Er war auch für diverse Softwareanwendungen aus dem Hause Heise verantwortlich
Zwischen 1985 und 1989 war Ehrmann Vorsitzender des Computerclubs Enterprise User Club e.V., später umbenannt in Enterprise User Group (EUG) Lorch. Zwischen 1988 und 1989 leistete er Zivildienst.